# Jean-Yves Dournon
Pour les articles homonymes, voir Dournon (homonymie).
Jean-Yves Dournon est un lexicographe français né le 22 janvier 1928 à Paris et mort le 19 mai 2011 à Meudon.

## Biographie
L’Académie française lui décerne le prix Saintour en 1976, 1983 et 1987 pour trois de ses dictionnaires.

### Radio
Il dirige le Libre journal des éditeurs sur Radio Courtoisie de 1991 à 2010, date à laquelle Jean-Paul Naddeo lui succède.

## Œuvres
- Jean-Yves Dournon, La Correspondance pratique : suivie du Dictionnaire des 1001 tournures, Le Livre de poche, 5 avril 1977, 350 p. (ISBN 978-2-253-01599-4)
- Jean-Yves Dournon, Dictionnaire d'orthographe et des difficultés du français, Le Livre de poche, 1er janvier 1982, 620 p. (ISBN 978-2-253-02885-7)
- Jean-Yves Dournon, Le dictionnaire des proverbes et dictons de France, Le Livre de poche, 10 juin 1988, 408 p. (ISBN 978-2-253-04679-0)
- Jean-Yves Dournon (préf. Jean Dutourd), Mini encyclopédie des Proverbes et dictons de France, France Loisirs, 1992, 192 p. (ASIN B0014QMMGY)
- Jean-Yves Dournon, Le Dictionnaire des difficultés du français, Hachette Éducation, 5 juin 1996, 656 p. (ISBN 978-2-01-280461-6)
- Jean-Yves Dournon, En 10 leçons : L'orthographe, et tout pour déjouer les pièges du français, éditions Minerva, 14 avril 1998, 217 p. (ISBN 978-2-8307-0454-9)
- Jean-Yves Dournon, 2000 ans de pensées, Le Cherche midi, 1999, 125 p. (ISBN 978-2-86274-725-5)
- Jean-Yves Dournon (préf. Jean Dutourd), Le grand livre de l'orthographe, éditions de l'Archipel, 1er août 2005 (ISBN 978-2-84187-728-7)
- Jean-Yves Dournon, Le Grand Livre de l'orthographe et de la grammaire, Paris, Le Livre de poche, 12 septembre 2007, 286 p. (ISBN 978-2-253-08430-3)
- Jean-Yves Dournon, Dictionnaire des citations françaises, éditions de l'Archipel, 2 février 2011, 992 p. (ASIN B005Z18EGQ)